# Liudmila Shishova
Liudmila Nikolayevna Shishova (en ruso: Людмила Николаевна Шишова; 1 de junio de 1940-21 de febrero de 2004) fue una deportista soviética que compitió en esgrima, especialista en la modalidad de florete. Participó en dos Juegos Olímpicos de Verano en los años 1960 y 1964, obteniendo dos medallas, oro en Roma 1960 y plata en Tokio 1964.

## Palmarés internacional
| Juegos Olímpicos | Juegos Olímpicos | Juegos Olímpicos | Juegos Olímpicos    |
| Año              | Lugar            | Medalla          | Prueba              |
| ---------------- | ---------------- | ---------------- | ------------------- |
| 1960             | Roma (Italia)    | Medalla de oro   | Florete por equipos |
| 1964             | Tokio (Japón)    | Medalla de plata | Florete por equipos |